# 쿠스노키 유코 (배우)
쿠스노키 유코(일본어: 楠 侑子, 1933년 1월 1일~)는 일본의 여배우이다. 도쿄도 다이토구 출신이다.